# Centre Hospitalier de Luxembourg
Centre Hospitalier de Luxembourg, abreviado para CHL, é o prestador de serviços de saúde pública na cidade de Luxemburgo, no sul de Luxemburgo. É uma empresa estatal, criada por lei em 10 dezembro 1975.
O site principal da CHL está localizado no sudeste do bairro de Rollingergrund-North Belair, ao norte da Route d'Arlon e a oeste do centro da cidade. Neste site estão três das quatro instituições do CHL:
- Hospital Municipal, um hospital geral [1]
- Hospital Maternidade Grã-Duquesa Charlotte, um hospital maternidade [2]
- Uma clínica pediátrica [3]

Além disso, desde 3 de outubro de 2003, uma clínica geral em Eich também faz parte da organização. 